# Alchemilla bornmuelleri
Alchemilla bornmuelleri är en rosväxtart som beskrevs av Werner Hugo Paul Rothmaler. Alchemilla bornmuelleri ingår i släktet daggkåpor, och familjen rosväxter. Inga underarter finns listade i Catalogue of Life.